# Площа Італії (Буенос-Айрес)
Площа Італії (ісп. Plaza Italia) — площа у буенос-айреському районі Палермо. Має округлу форму і знаходиться на перетині вулиць Санта-Фе, Сарм'єнто, Лас-Ерас, Тамеса і Борхеса. Площа Італії — одне з місць, найбільш завантажених транспортом у Буенос-Айресі.

## Історія
Спорудження площі розпочалося 1898 року.
Початково площа мала назву Портонес, але 1909 року наказом муніципалітету її назву було змінено на сучасну. Своєю назвою площа завдячую тому факту, що італійці були найбільшою національною громадою Аргентини того часу.
1894 року від площі Італії ходив перший електричний трамвай у Буенос-Айресі. Цій події присвячена мозаїка у північно-східній частині площі.

## Опис
У центрі площі знаходиться пам'ятник Джузеппе Гарібальді роботи Еухеніо Макканьяні, відкритий 19 червня 1904 року у присутності Хуліо Роки і Бартоломе Мітре. Монумент було подаровано місту італійською громадою.
Нині поблизу площі знаходиться стоянка кінних туристичних екіпажів. Крім того, площа є кінцевою зупинкою багатьох ліній громадського транспорту міста. Під площею знаходиться станція метро «Площа Італії» (лінія D).
У північній частині площі знаходиться оригінальна колона з Римського Форуму, подарована муніципалітетом Риму. Вік колони понад 2000 років, що робить її найстарішим монументом Буенос-Айреса.
Раніше у центрі площі знаходився фонтан, який було перенесено з Травневої площі, але згодом його прибрали.
Навколо площі знаходяться Планетарій, Виставковий центр «Ла Рураль», Ботанічний сад ім. К. Тайса і Зоопарк Буенос-Айреса.

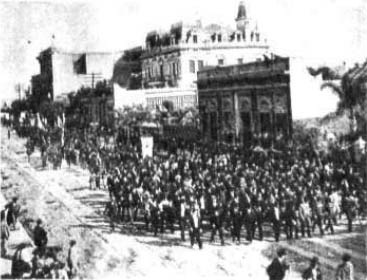
Закладення першого каменю площі (1898)
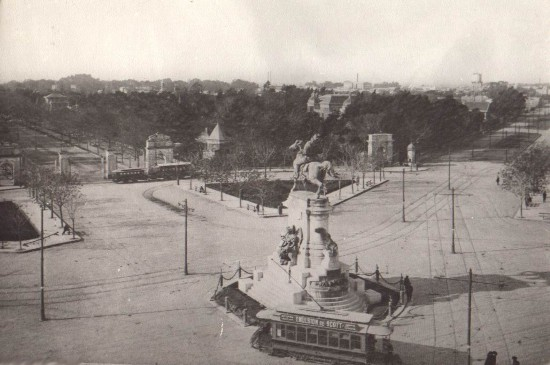
Площа Італії (1904)
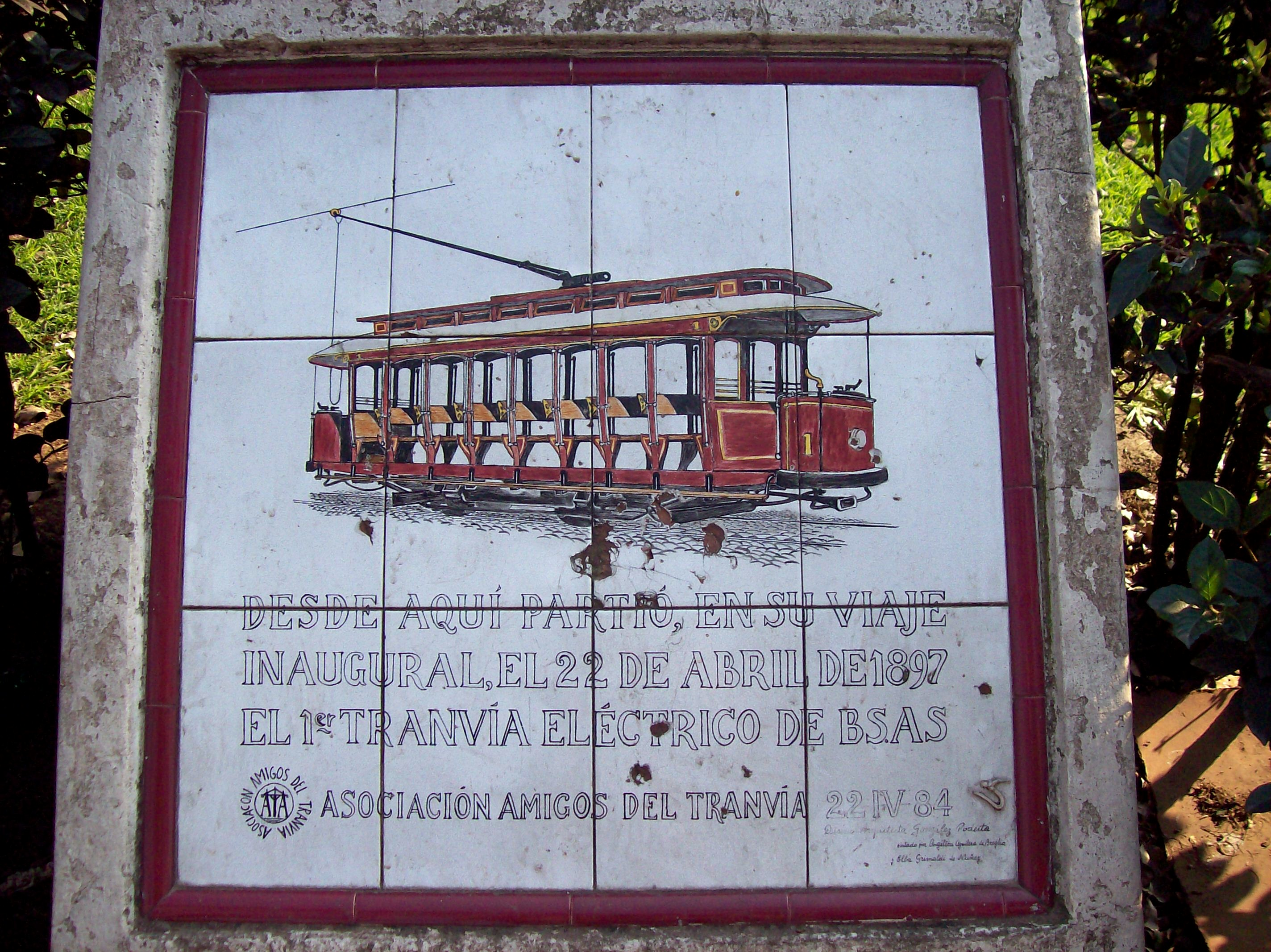
Меморіальна дошка аргентинському трамваю